# Clathurella rava
Clathurella rava är en snäckart som först beskrevs av Hinds 1843.  Clathurella rava ingår i släktet Clathurella och familjen kägelsnäckor. Inga underarter finns listade i Catalogue of Life.